# Championnats du monde de duathlon 2017
Navigation
Édition précédente Édition suivante
Les championnats du monde de duathlon 2017, vingt-huitième  édition des championnats du monde de duathlon organisés par la Fédération internationale de triathlon (ITU) ont eu lieu du 19 au 21 août 2017 à Penticton au Canada. Ils sont organisés dans le cadre du Multisport World Championship Festival qui réunit plusieurs championnats mondiaux de sports gérés par l'ITU. À l'image de la grande finale des séries mondiales de triathlon, la rencontre internationale propose  également lors de ses journées consacrées aux pratiques enchainées, des compétitions pour les catégories junior, U23 (espoir), classe d'âge (amateur) et paraduathlon.

## Résumé de course
Les épreuves élites hommes et femmes se déroulent sur la distance M, comprenant une course à pied de 10 km en quatre boucles, 40,5 km de vélo en cinq boucles d'un parcours vallonné et de nouveau 5 km de course à pied en deux boucles. Côté féminin la tenante du titre 2016 Emma Pallant était au rendez-vous pour défendre son titre face à des adversaires de haut niveau à l'image de la Française Sandra Levenez multi-médaillée dans la spécialité, ou encore de l'Australienne Felicity Sheedy-Ryan championne en 2012. Chez les hommes, l'absence du tenant du titre, le Sud-Africain Richard Murray a permis l'ouverture d'une succession dont la contestation se joue entre d'anciens champions du monde comme le Français Benoit Nicolas et l'Espagnol Emilio Martin qui le dispute à la nouvelle génération des duathlètes internationaux. Au total cinq champions du monde des deux genres ont pris le départ pour se disputer le titre 2017.

### Course hommes

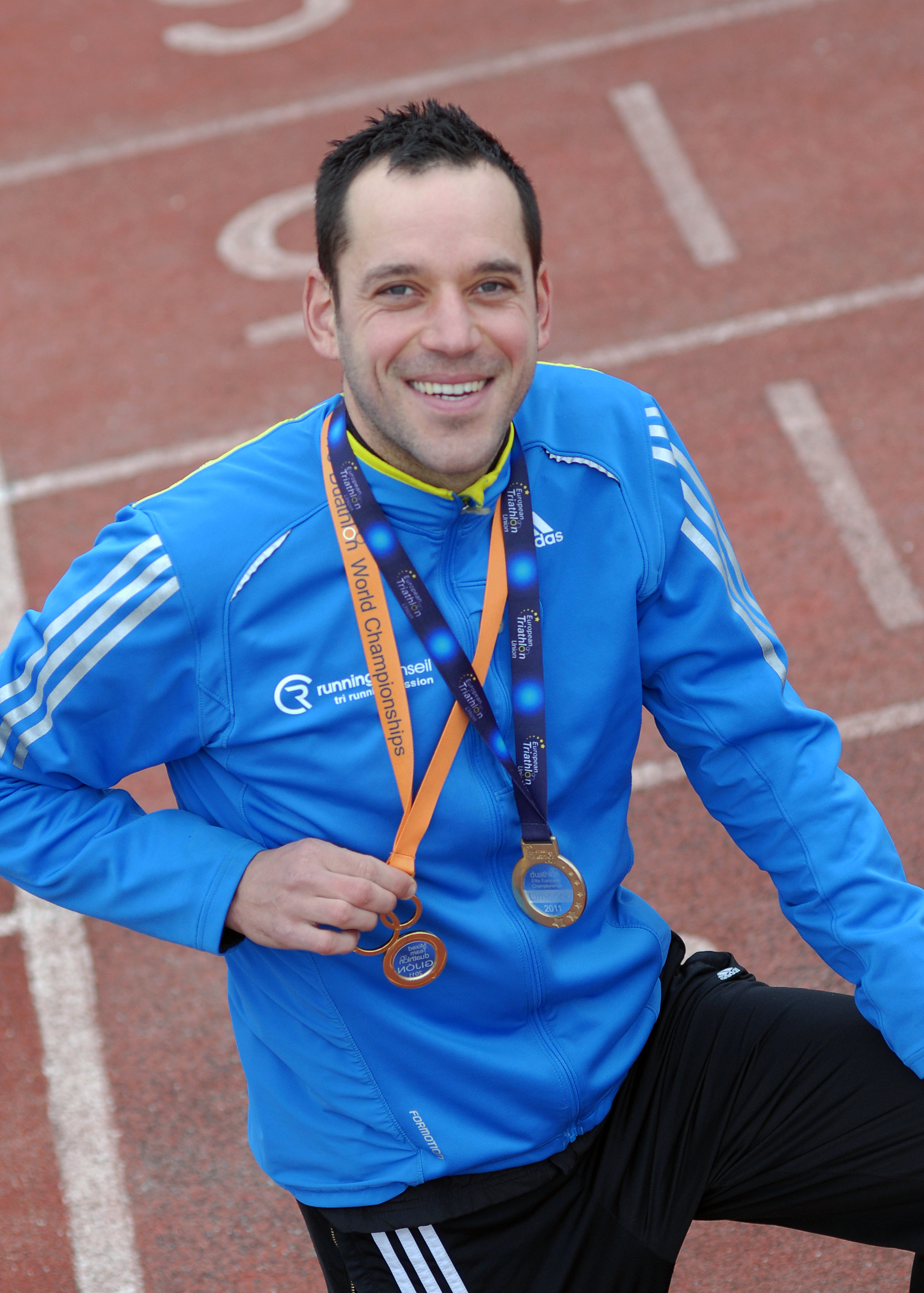
Benoît Nicolas

Le Français Benoît Nicolas s'offre une victoire de prestige à 40 ans en remportant le titre mondial pour la seconde fois. La première étape de course à pied est emmenée par le Britannique Mark Buckingham qui tente de creuser des écarts avec le peloton de coureur, mais sa tentative ne connaît pas de succès et avorte dès la première transition qui voit le regroupement de tous les compétiteurs. Très combatif, le Britannique tente sur la première difficulté du parcours vélo de porter de nouveau une attaque pour prendre la tête de course. Seul, dans cette échappée, il use de beaucoup d'énergie pour tenter de conserver son avance. Les efforts consentis ne lui permettent pas de résister au retour d’un groupe de chasse d'une dizaine de coureurs comprenant les deux anciens champions Benoit Nicolas et Emilio Martin. Au dernier tour du circuit vélo, les deux ex-champions collaborent pour creuser des écarts avec le groupe et arrivent seuls et ensemble à la seconde transition, pour une dernière étape de course à pied décisive pour le titre. Toutefois, les deux coureurs reçoivent chacun une pénalité de 15 secondes pour un mauvais rangement de matériels dans l'aire de transition. Le Français prend rapidement l'ascendant pendant la course à pied faisant état d'une excellente forme et s'impose pour la seconde fois sur la compétition mondiale, Emilio Martin conserve la seconde place et Mark Buckimgham prend la médaille de bronze du championnat,.

### Course femmes
À l'image de son homologue masculin, l'Australienne Felicity Sheedy-Ryan s'offre un second titre cinq après sa victoire de 2012. Elle prend part au groupe de quatre compétitrices qui vont ouvrir la première partie de la course à pied, groupe emmené par la tenante du titre Emma Pallant, bien disposée à conserver sa couronne. Le quatuor se réduit à un trio dès la fin de la première transition, la Suissesse Sandrina Illes ne parvenant pas à accrocher le tempo de la tête de course qui crée rapidement un écart avec le peloton des duathlètes. L'Australienne ne passe pas de temps à collaborer, pour porter rapidement une attaque qui lui permet de prendre la tête de la course et d'augmenter au fil des tours son avance sur ses deux poursuivantes, la tenante du titre et l'Espagnole Margarita Victoria García. Arrivée avec une avance largement suffisante à la seconde transition, Felicity Sheedy-Ryan gère sereinement la seconde course à pied pour passer la ligne victorieusement et s'octroyer le second titre mondial en duathlon de sa carrière. Emma Pallant cède dans la course à pied la seconde place à l'Espagnol qui remporte la médaille d'argent pour seconde année consécutive. La jeune Française Lucie Picard prend la quatrième place de l'épreuve et remporte le titre dans la catégorie U23 (espoir),.

## Palmarès  et distances
Les tableaux présentent le résultat des courses élites et U23 sur la distance M et S pour le paraduathlon.

### Élites
| Rang               | Athlète               | Pays        | Temps           |
| ------------------ | --------------------- | ----------- | --------------- |
| Médaille d'or      | Benoît Nicolas        | France      | 1 h 54 min 5 s  |
| Médaille d'argent  | Emilio Martin         | Espagne     | 1 h 54 min 57 s |
| Médaille de bronze | Mark Buckingham       | Royaume-Uni | 1 h 55 min 14 s |
| 4                  | Yohan Le Berre        | France      | 1 h 55 min 33 s |
| 5                  | Benjamin Choquert     | France      | 1 h 56 min 2 s  |
| 6                  | Richard Allen         | Royaume-Uni | 1 h 56 min 8 s  |
| 7                  | Philip Wylie          | Royaume-Uni | 1 h 56 min 14 s |
| 8                  | Jan Petralia          | Belgique    | 1 h 56 min 43 s |
| 9                  | Javier Martin Morales | Espagne     | 1 h 56 min 47 s |
| 10                 | Adrien Briffod        | Suisse      | 1 h 56 min 59 s |

| Rang               | Athlète                   | Pays        | Temps           |
| ------------------ | ------------------------- | ----------- | --------------- |
| Médaille d'or      | Felicity Sheedy-Ryan      | Australie   | 2 h 3 min 57 s  |
| Médaille d'argent  | Margarita Garcia Cañellas | Espagne     | 2 h 5 min 14 s  |
| Médaille de bronze | Emma Pallant              | Royaume-Uni | 2 h 6 min 12 s  |
| 4                  | Lucie Picard              | France      | 2 h 8 min 18 s  |
| 5                  | Sandrina Illes            | Autriche    | 2 h 9 min 52 s  |
| 6                  | Georgina Schwiening       | Royaume-Uni | 2 h 15 min 22 s |
| 7                  | Sonia Bejarano            | Espagne     | 2 h 15 min 53 s |
| 8                  | Sayu Arizono              | Japon       | 2 h 21 min 57 s |

### U23 (espoirs)
| Rang               | Athlète               | Pays        | Temps           |
| ------------------ | --------------------- | ----------- | --------------- |
| Médaille d'or      | Richard Allen         | Royaume-Uni | 1 h 56 min 8 s  |
| Médaille d'argent  | Javier Martin Morales | Espagne     | 1 h 56 min 47 s |
| Médaille de bronze | Adrien Briffod        | Suisse      | 1 h 56 min 59 s |

| Rang               | Athlète             | Pays        | Temps           |
| ------------------ | ------------------- | ----------- | --------------- |
| Médaille d'or      | Lucie Picard        | France      | 2 h 8 min 10 s  |
| Médaille d'argent  | Georgina Schwiening | Royaume-Uni | 2 h 15 min 22 s |
| Médaille de bronze | Sayu Arizono        | Japon       | 2 h 21 min 57 s |

### Paraduathlon
|        | Rang          | PTS2 | PTS3 | PTS4                  | PTS5           | PTVI               |
| ------ | ------------- | ---- | ---- | --------------------- | -------------- | ------------------ |
| Hommes | Médaille d'or | PC   | PC   | José Valenzuela Román | PC             | John Domandl B3    |
| Femmes | Médaille d'or | PC   | PC   | PC                    | Fiona Southorn | Jessica Tuomela B1 |